# St. Georg (Liedberg)

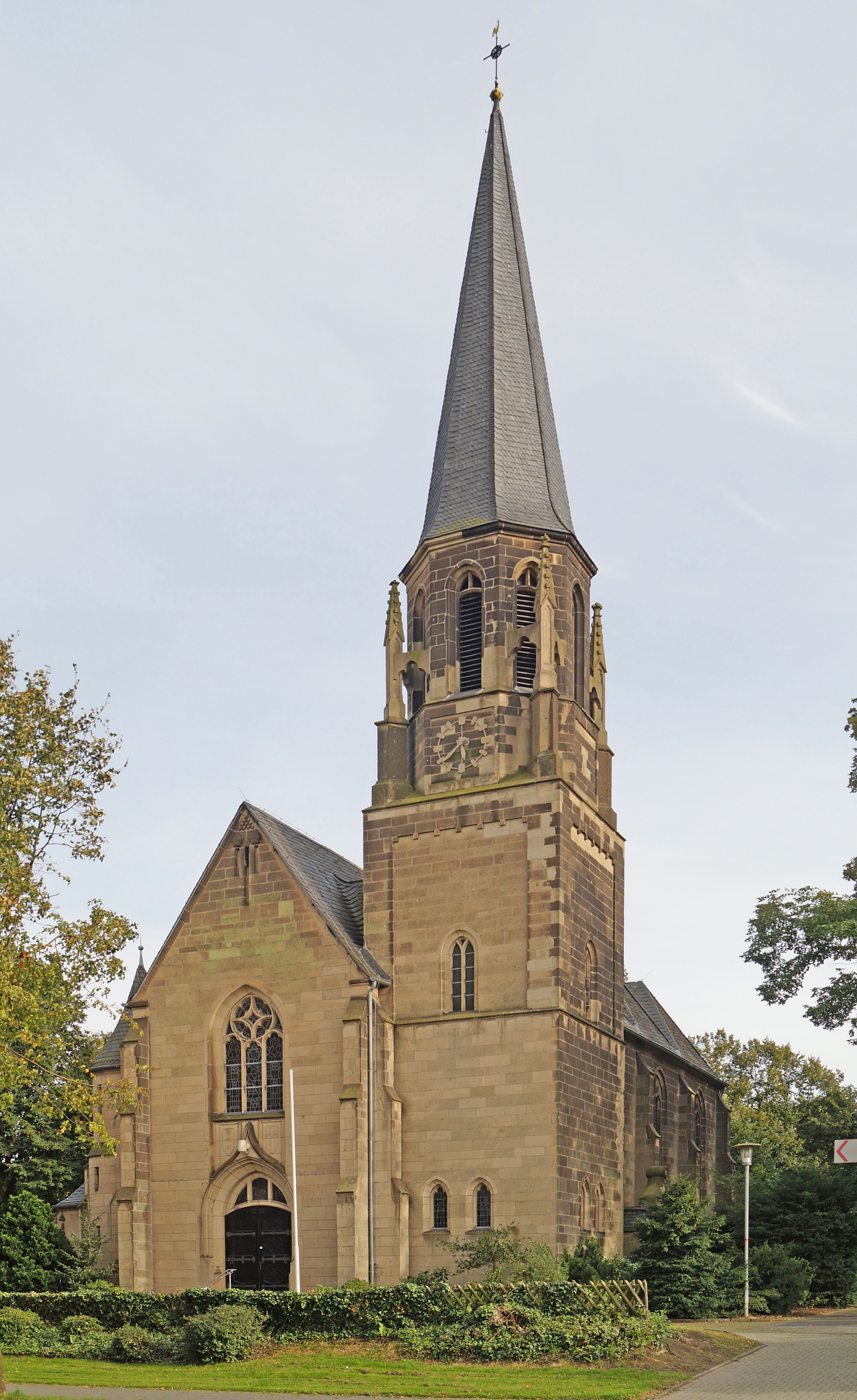
Pfarrkirche St. Georg in Liedberg

St. Georg ist eine römisch-katholische Pfarrkirche im Stadtteil Liedberg der Stadt Korschenbroich. Die Pfarrgemeinde von St. Georg ist Teil der Gemeinschaft der Gemeinden (GDG) Korschenbroich gemeinsam mit den anderen vier Pfarrgemeinden St. Andreas Korschenbroich, St. Dionysius Kleinenbroich, St. Marien Pesch und Herz Jesu Herrenshoff.
Die Pfarrgemeinden von Korschenbroich sind Teil des Bistums Aachen, nur die Pfarrgemeinde St. Pankratius im Stadtteil Glehn ist Teil des Erzbistums Köln.

## Geschichte
Liedberg wurde am 1. April 1862 durch den Kölner Erzbischof und Kardinal von Geissel zur Sukkursal- oder Hilfspfarre erhoben und dem Dekanat M.Gladbach zugeordnet. Vor dieser Zeit gehörte Liedberg zur Pfarrei Glehn.
Viele Jahre zuvor hatte in Liedberg jedoch schon ein selbständiges kirchliches Leben stattgefunden. Im Jahr 1100 wird ein Graf Hermann, Herr von Liedberg, erwähnt, der eine Kapelle gegenüber dem aus der Römerzeit stammenden heutigen Mühlenturm baute.
1654 trugen die Liedberger dem Erzbischof und Kurfürsten Max Heinrich von Köln den Wunsch vor, eine neue Kapelle zu erbauen und Gottesdienste zu feiern. Unter dem Liedberger Vogt Damian Hermann Nideggen wurden diese Ziele vorangetrieben und am 3. Januar 1708 konnte eine neue Kapelle, die heute noch vorhandene Schlosskapelle, durch den Glehner Pastor Jennes eingesegnet werden. Im selben Jahr fand die feierliche Einweihung durch den Kölner Weihbischof Werner von Veyder statt.
Im Jahre 1859 legten die Liedberger ihren Wunsch nach einer eigenen Pfarrkirche dem Erzbischof von Köln nahe. Doch erst im Jahre 1913 erfolgte der erste Spatenstich und im Jahr 1915 konnte die Pfarrgemeinde die Einweihung ihrer neuen Pfarrkirche St. Georg feiern. Zur Beschaffung der Baugelder hatten die Liedberger den St.-Josephs-Bauverein gegründet. Am 6. Juni 1915 wurde die Kirche inmitten einer feierlich geschmückten Gemeinde durch Erzbischof Felix Kardinal von Hartmann konsekriert. Den Hochaltar weihte er zu Ehren des Pfarrpatrons, des heiligen Georg.
Liedberg wurde am 22. Mai 1944 von einem schweren Luftangriff der Alliierten getroffen. Die meisten Häuser des Ortes waren in Mitleidenschaft gezogen worden. An der Kirche wurden die Fenster des Chores und des linken Seitenschiffes zerstört.
Nach dem Krieg wurden die Schäden am Kirchengebäude durch tatkräftige und finanzielle Unterstützung der Pfarrangehörigen, auch mit Unterstützung durch den Landeskonservator, dem Diözesanbaumeister und dem Kreiskulturamt beseitigt.
Im Juni 1990 konnte die Pfarrgemeinde den 75. Jahrestag der Einweihung der Pfarrkirche feiern.

## Architektur
Das Kirchengebäude von St. Georg wurde im gotischen Stil von den Architekten Wilhelm und Paul Sültenfuß aus Düsseldorf erbaut. Als Baumaterial wurde Weiberner Tuff eingesetzt.

## Baudenkmal
Die Kirche wurde unter Nr. 072 am 16. September 1985 in die Liste der Baudenkmäler in Korschenbroich eingetragen.
Die Denkmalbeschreibung lautet:

Dreischiffige Pfeiler-Hallenkirche mit polygonalem Chorschluss, im Südwesten vorgesetzter, quadratischer Turm, der ins Polygon übergeht, Werkstein in neugotischen Schmuckformen; die zeitgenössische Ausstattung ist weitgehend erhalten

## Orgel
Die erste Orgel lieferte 1914 der Düsseldorfer Orgelbauer Gerhard Peckel.
Am 16. Dezember 1951 wurde eine neue Orgel eingeweiht, die von dem Orgelbaumeister Karl Kamp aus Aachen angefertigt wurde. Sie besitzt 21 Register mit elektrischem Spieltisch und elektrischer Traktur.

## Glocken
Die Kirche besitzt drei Bronzeglocken, die 1914 und 1954 von der Glockengießerei Otto in Bremen-Hemelingen gegossen wurden. Zwei größere Glocken von 1914 mussten im Ersten Weltkrieg abgeliefert werden. Sie wurden Ende 1927 durch neue ersetzt. Nach dem Zweiten Weltkrieg wurden beide im Jahre 1954 wiederum erneuert. Die Glockenweihe fand am 4. Adventsonntag (19. Dezember 1954) statt.
| Nr. | Giesser                                         | Gussjahr | Nominal (16tel) |
| I   | Karl (III) Otto, Fa. F. Otto, Bremen-Hemelingen | 1954     | f '             |
| II  | Karl (III) Otto, Fa. F. Otto, Bremen-Hemelingen | 1954     | as'             |
| III | Karl (I) Otto, Fa. F. Otto, Bremen-Hemelingen   | 1914     | b'              |

Glockenmotiv (Glocken I-III): Te Deum (Gotteslob Nr. 179, f-as-b-b)

## Kirchliche Einrichtungen
- Pfarrkirche St. Georg
- Kindergarten St. Georg Liedberg, Hildegundisstraße
- Hildegundisheim
- Katholische öffentliche Bücherei St. Georg Liedberg